# Rivière-Saas-et-Gourby
Rivière-Saas-et-Gourby är en kommun i departementet Landes i regionen Nouvelle-Aquitaine i sydvästra Frankrike. Kommunen ligger i kantonen Dax-Nord som tillhör arrondissementet Dax. År 2022 hade Rivière-Saas-et-Gourby 1 425 invånare.

## Befolkningsutveckling
Antalet invånare i kommunen Rivière-Saas-et-Gourby
Referens:INSEE